# Административное деление Каменска-Уральского

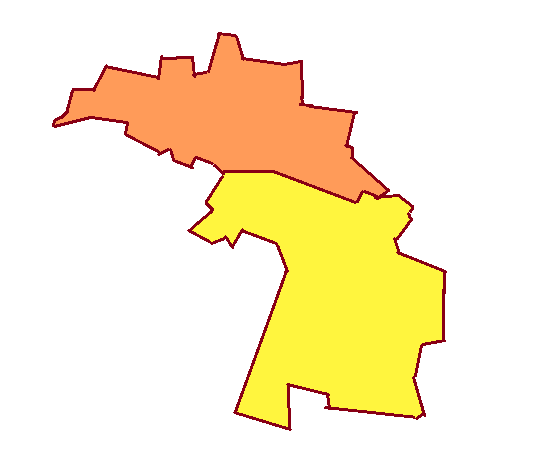
Районы Каменска-Уральского
Синарский
Красногорский

Каменск-Уральский, крупный город в Свердловской области, административно делится на два района (внутригородских района).
В рамках административно-территориального устройства, он является городом (областного значения).
В рамках местного самоуправления, город составляет муниципальное образование город Каменск-Уральский со статусом  городского округа, которому, помимо собственно города, подчинён также ряд сельских населённых пунктов.
Районы города не являются муниципальными образованиями.

## Районы города
|   | Район города        | Площадь, км² | Население, чел. | Код ОКАТО  |
| - | ------------------- | ------------ | --------------- | ---------- |
| 1 | Красногорский район |              | ↗88 260         | 65 436 368 |
| 2 | Синарский район     |              | ↘75 932         | 65 436 369 |

## Сельсоветы и населённые пункты
В рамках административно-территориального устройства, Синарскому району подчинён Новозаводский сельсовет в составе 4 сельских населённых пунктов, а Красногорскому району подчинён Монастырский сельсовет в составе одной деревни (Монастырка). Напрямую Администрации Красногорского района также подчинена деревня Токарева.
| № | Населённый пункт  | Тип населённого пункта        | Население | Административно- территориальная единица города Каменск-Уральский | Муниципальное образование в границах города Каменск-Уральский |
| - | ----------------- | ----------------------------- | --------- | ----------------------------------------------------------------- | ------------------------------------------------------------- |
| 1 | Госдороги         | посёлок                       | ↘16       | Синарский внутригородской район, Новозаводский сельсовет          | город Каменск-Уральский                                       |
| 2 | Каменск-Уральский | город, административный центр | ↘160 312  |                                                                   | город Каменск-Уральский                                       |
| 3 | Кодинка           | деревня                       | ↗368      | Синарский внутригородской район, Новозаводский сельсовет          | город Каменск-Уральский                                       |
| 4 | Малая Кодинка     | деревня                       | ↗19       | Синарский внутригородской район, Новозаводский сельсовет          | город Каменск-Уральский                                       |
| 5 | Монастырка        | деревня                       | ↗956      | Красногорский внутригородской район, Монастырский сельсовет       | город Каменск-Уральский                                       |
| 6 | Новый Завод       | деревня                       | ↗516      | Синарский внутригородской район, Новозаводский сельсовет          | город Каменск-Уральский                                       |
| 7 | Токарева          | деревня                       | ↗8        | Красногорский внутригородской район                               | город Каменск-Уральский                                       |

Поселок Кодинский, в рамках муниципального устройства входящий в состав соседнего Каменского городского округа, до 1 октября 2017 года в рамках административно-территориального устройства области относился к административно-территориальной единице город Каменск-Уральский.

## История
29 мaртa 1945 гoдa Укaзом Прeзидиума Вeрхoвнoгo Coвeтa РCФСР были образованы в гoрoдe Кaмeнcкe-Урaльcкoм три рaйoна — Крaснoгoрcкий (в юго-восточной части города, включая населенные пункты Волково и Байново), Cинaрcкий (в северо-восточной части города, включая пос.Урал) и Coвeтcкий (в центральной и западной частях города, включая населенные пункты Токарево и Мартюш).
24 мая 1956 года Указом Президиума Верховного Совета РСФСР Советский район был упразднён с передачей его территории в состав Синарского района.
21 июня 1957 года решением облисполкома № 396 село Волково и прилегающие к нему земли подсобного хозяйства завода п/я 4 включены в городскую черту города Каменска-Уральского.
16 сентября 1960 года решением облисполкома № 710 посёлок Урал Травянского сельсовета включен в городскую черту города Каменска-Уральского.
25 ноября 1960 года решением облисполкома № 892 посёлок Байново Бродовского сельсовета включен в городскую черту города Каменска-Уральского.
8 мая 1964 года решением облисполкомов (промышленного и сельского) №268-217 был образован Новозаводский сельсовет, в подчинении которого переданы деревни Кодинка, Малая Кодинка Щербаковского сельсовета и Новый Завод Беловодского сельсовета Белоярского района. Новозаводский сельсовет был подчинён Синарскому райсовету города Каменска-Уральского.
23 мая 1978 года решением облисполкома № 340 посёлки Кондинский и Госдороги переданы в состав Новозаводского сельсовета Синарского района города Каменска-Уральского.
21 июня 1985 года решением облисполкома №205 из городской черты города Каменска-Уральского были исключены земельные участки совхоза «Травянский», а также посёлок Мартюш (центральная усадьба совхоза «Бродовский»).
Помимо двух районов, также неофициально выделяется отдельный планировочный район Ленинский, расположенный между реками Каменка и Исеть, включающий в себя жилые районы: Ленинский, Западный, Старый город, деревни Новый Завод, Кодинка, Малая Кодинка, а также посёлок Госдороги, административно входящие в Синарский район.
14 ноября 2024 года между районами определена административная граница.